# Lumbriculidae
Lumbriculidae zijn een familie van ongewervelde dieren die behoren tot de ringwormen (Annelida).

## Taxonomie
De volgende geslachten zijn bij de familie ingedeeld:
- Agriodrilus Michaelsen, 1905
- Altmanella Fend, 2009
- Anastylus Hrabě & Černosvitov, 1927
- Bathynomus Grube, 1879
- Cookidrilus Rodriguez & Giani, 1987
- Eclipidrilus Eisen, 1881
- Eremidrilus Fend & Rodriguez, 2003
- Euaxes Grube, 1844
- Eumuliercula Timm, 1997
- Guestphalinus Michaelsen, 1933
- Hrabea Yamaguchi, 1936
- Kincaidiana Altman, 1936
- Kozovetta Hrabě, 1982
- Kurenkovia Sokolskaya, 1969
- Lamprodrilus Michaelsen, 1901
- Lamprortus Rodriguez, 1994
- Lumbriculus Grube, 1844
- Martinidrilus Fend & Lenat, 2007
- Muliercula Timm, 1995
- Pararhynchelmis Fend & Lenat, 2010
- Phagodrilus McKey-Fender, 1988
- Phreatothrix Vejdovský, 1876
- Pilaridrilus Fend & Lenat, 2007
- Pseudolumbriculus Dieffenbach, 1886
- Pseudorhynchelmis Hrabĕ, 1982
- Rhynchelmis Hoffmeister, 1843
- Rhynchelmoides Hrabě, 1936
- Secubelmis Fend & Gustafson, 2001
- Spelaedrilus Cook, 1975
- Stylodrilus Claparède, 1862
- Styloscolex Michaelsen, 1901
- Sutroa Eisen, 1888
- Sylphella Rodriguez, Fend & Lenat, 2014
- Tatriella Hrabĕ, 1936
- Teleuscolex Michaelsen, 1901
- Tenagodrilus Eckroth & Brinkhurst, 1996
- Thinodrilus F. Smith, 1895
- Trichodrilus Claparède, 1862
- Uktena Fend, Rodriguez & Lenat, 2015
- Wsewolodus Semernoy, 2004
- Yamaguchia Fend & Ohtaka, 2004

### Synoniemen
- Atecospermia Pierantoni, 1904 => Stylodrilus Claparède, 1862
- Bichaeta Bretscher, 1900 => Stylodrilus Claparède, 1862
- Bythonomus Grube, 1880 => Stylodrilus Claparède, 1862
- Claparedeilla Vejdovský, 1884 => Claparedilla Vejdovský, 1884 => Stylodrilus Claparède, 1862
- Claparedilla Vejdovský, 1884 => Stylodrilus Claparède, 1862
- Mesoporodrilus Smith, 1896 => Eclipidrilus Eisen, 1881
- Premnodrilus Smith, 1900 => Eclipidrilus (Premnodrilus) Smith, 1900
- Saenuris Hoffmeister, 1843 => Lumbriculus Grube, 1844
- Trichodriloides Fauvel, 1903 => Trichodrilus Claparède, 1862